# Willem Benjamin van Panhuys

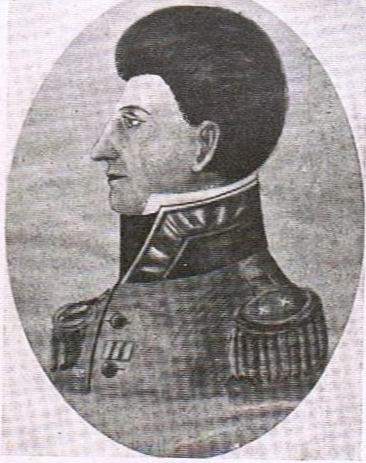
Willem Benjamin van Panhuys (1764-1816)

Willem Benjamin van Panhuys (Maastricht, 5 december 1764 – Paramaribo, 18 juli 1816) was een Nederlands militair en bestuurder. Hij was onder andere plantagehouder in Suriname en korte tijd gouverneur-generaal van Suriname.

## Biografie
Willem Benjamin stamde uit het protestantse magistratengeslacht Van Panhuys, waarvan leden gedurende enkele generaties belangrijke posities in het Luiks-Limburgse Maasland bekleedden. Hij was de zoon van Huybert Æmilius van Panhuys (1730-1793) en Johanna Gerarda Heldewier (1738-1811). Zijn vader was griffier en commissaris-instructeur van het Brabants hooggerecht in Maastricht, schepen van Maastricht, Itteren en Meerssenhoven, luitenant-drossaard en luitenant-stadhouder van de landen van Dalhem en Rode. Zijn jongere broers Wilem Hendrik Cornelis (1766-1849), Jean Antoine Chrétien (1768-1835), Frans (1776-1837) en Adriaan Willem Emil (1779-1870) vervulden allen belangrijk functies in het openbaar bestuur en de rechtspraak in het Maasland, of in dienst van het Staatse leger.
Op 14-jarige leeftijd nam Van Panhuys dienst in het leger. Toen hij 19 was, werd hij bevorderd tot kapitein, waarna al snel de rangen van majoor en luitenant-kolonel volgden. Hij onderscheidde zich in 1794 bij de slag aan de Samber tegen de binnenvallende Franse Revolutionaire legers. In 1795 werd de Republiek der Verenigde Provinciën definitief door de Fransen verslagen. Stadhouder Willem V vluchtte naar Groot-Brittannië. De oude Republiek werd nu de Bataafse Republiek. Van Panhuys wilde niets weten van deze nieuwe Bataafse Republiek en vertrok naar Keur-Hessen. In 1799 vroeg de erfprins Willem Frederik, de latere koning Willem I, hem naar Engeland te gaan om de Engelsen en Russen te helpen bij de voorbereidingen voor hun voorgenomen invasie van de Bataafse Republiek. De invasie verliep niet volgens plan en Van Panhuys verliet tijdelijk het leger.

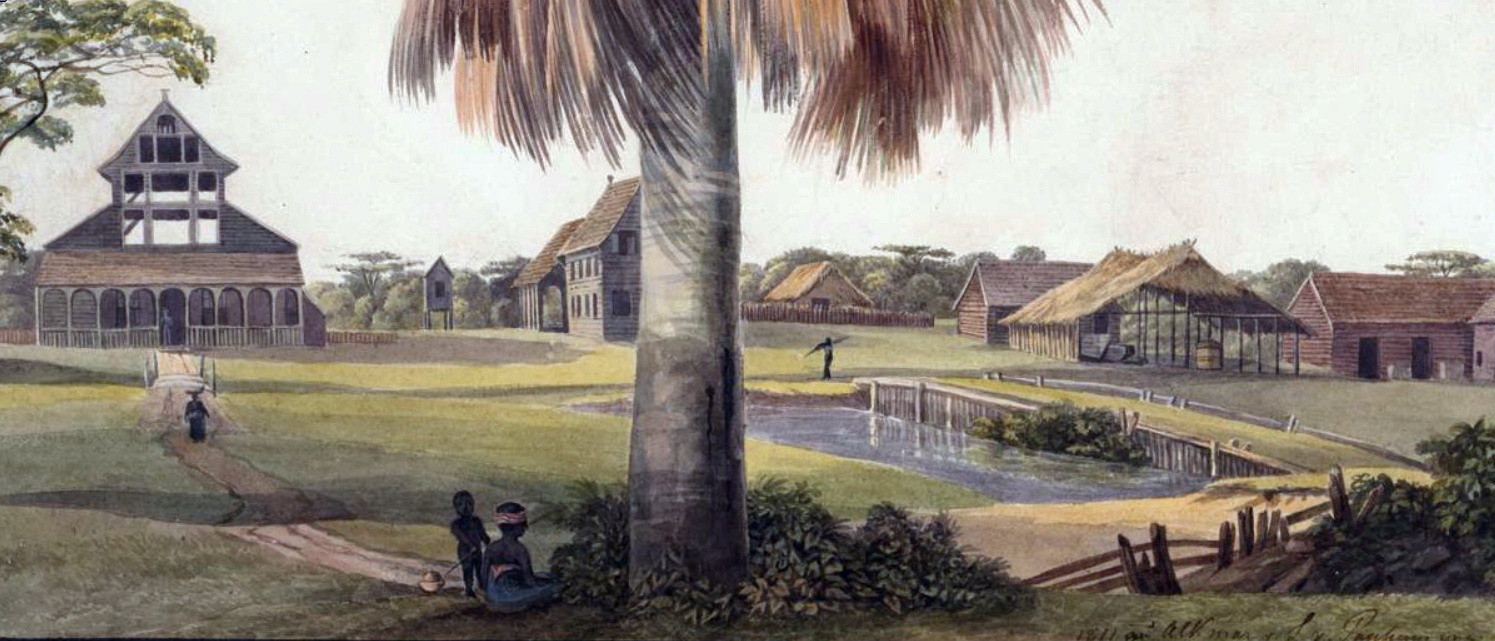
Hoofdgebouwen van de plantage Alkmaar in Suriname, in 1811 verworven door Van Panhuys. Detail van een aquarel door zijn echtgenote Louise van Panhuys, 1811

Hij was ondertussen in 1790 getrouwd met Alexandrine Elisabeth Reijnsdorp, kleindochter van Nicolaas Reijnsdorp en mede-eigenaresse van plantage Reijnsdorp in Suriname. Zij stierf in 1797, waarna Van Panhuys met een eenjarig zoontje achterbleef. In 1800 was hij korte tijd in Suriname vanwege een erfeniskwestie. In 1801 werd hij eigenaar van de plantage 'Nut en Schadelijk'. Hij hertrouwde in 1805 met Louise Friederike Auguste Rijksbarones von Barckhaus genannt Wiesenhütten, die onder de naam Louise van Panhuys bekendheid verwierf als aquarellist van landschappen en planten in Suriname. In 1811 ging het echtpaar gezamenlijk naar Suriname. Omdat de eigendomsrechten van de plantage 'Nut en Schadelijk' betwist werden, kocht hij de nabijgelegen plantage 'Alkmaar' aan de Commewijnerivier. Tussen 1811 en 1816 verbleef het echtpaar hier langere tijd, met tussenpozen, wat blijkt uit de gedateerde aquarellen van Louise.
In 1814 vroeg Van Panhuys om ontslag uit de dienst met de rang van generaal-majoor. Ook vroeg hij om een diplomatieke functie in Pruisen, of een positie bij de reorganisatie van Suriname, dat toen onder Engels bestuur stond. Hij werd vervolgens aangesteld als gouverneur van Suriname. In dat jaar keerde Napoleon echter terug en begon de oorlog opnieuw. Tijdens deze Honderd Dagen werd hij aangesteld als vertegenwoordiger bij het Pruisische hoofdkwartier. Voor deze rol werd hij door koning Willem I beloond met het ridderschap in de Militaire Willemsorde 3e klasse en door de Pruisische koning met dat in de orde van de Rode Adelaar.
Daarna vertrok hij als gouverneur-generaal naar Suriname, waar hij op 26 februari 1816 het bestuur overnam van de Engelse gouverneur, generaal-majoor Pinson Bonham. Hij ontsloeg direct alle oude bestuurders en stelde nieuwe aan. Ook beperkte hij de macht van het machtige Hof van Politie en Criminele Justitie. Van Panhuys heeft niet veel meer kunnen doen in zijn nieuwe functie, want hij overleed in juli van hetzelfde jaar, nadat hij ziek was teruggekomen van een inspectiereis naar het binnenland. Zijn vrouw keerde terug naar haar geboortehuis in Frankfurt am Main. Later schreef ze in brieven dat ze ervan overtuigd was dat haar man was vermoord, maar daarvoor is geen bewijs gevonden.

## Huwelijk en nakomelingschap
Willem Benjamin van Panhuys trad in 1790 in het huwelijk met Clasina Alexandrina Elisabeth Reijnsdorp (1769–1797). Het echtpaar kreeg een zoon, die in Hannover geboren werd:
- Georg Emil August von Panhuys (1796-1871), militair, aanvankelijk in Pruisische dienst, vanaf 1817 in Nederlandse dienst; gehuwd met freule Charlotte Friederike Wilhelmine von Günderrode (1826-1895), geen kinderen?

Op 26 november 1805 huwde Willem Benjamin te Maastricht in tweede echt Louise Friederike Auguste von Barckhaus genannt von Wiesenhütten (1763-1844). Dit huwelijk bleef kinderloos.
- Biografisch Portaal: 96535049
- Gemeinsame Normdatei: 1117047547
- International Standard Name Identifier: 0000 0003 8960 0661
- Nederlandse Thesaurus van Auteursnamen: 155822357
- Virtual International Authority File: 282996109
- WorldCat: E39PBJvRTXKVmdwpt7JhdvWqwC